# Томберг, Елизавета Степановна
Елизавета Степановна То́мберг (15 (28) января 1909, Войскорово, Царскосельский уезд, Санкт-Петербургская губерния — 5 ноября 1988, Петрозаводск) — советская карельская (ингерманландская) театральная актриса. Народная артистка СССР (1959). Лауреат Сталинской премии III степени (1950) и Государственной премии РСФСР им. К. С. Станиславского (1972).

## Биография
Елизавета Томберг родилась 15 (28) января 1909 года в деревне Войскорово Ижорской волости 1-го стана Царскосельского уезда Санкт-Петербургской губернии (ныне Тосненского района Ленинградской области) в семье агронома.
В 1931 году окончила Финский сельскохозяйственный техникум в Рябово, работала агрономом в Рябовской сельскохозяйственной коммуне «Труд», участвовала в художественной самодеятельности.
С 1932 года — актриса Финского драматического театра в Ленинграде, в этот период получает театральное образование в Ленинградском институте повышения квалификации работников искусств.
С 1940 года — актриса Финского драматического театра (ныне Национальный театр Республики Карелия) в Петрозаводске.
Представительница школы психологического театра. Искусство актрисы отличалось внутренней силой и широким диапазоном.
Первая в Карелии актриса, удостоенная звания народной артистки СССР.
Депутат Верховного Совета СССР 6 созыва (1962—1966).
Скончалась 5 ноября 1988 года в Петрозаводске. Похоронена на Сулажгорском кладбище.

### Семья
Супруг — Суло Туорила (1911—1979), актёр, главный режиссёр Финского драматического театра Карело-Финской ССР, народный артист Карельской АССР (1956), заслуженный деятель искусств РСФСР (1959).

## Награды и звания
- Заслуженная артистка Карело-Финской ССР (1947)
- Народная артистка РСФСР (1951)[1]
- Народная артистка СССР (1959)
- Сталинская премия третьей степени (1950) — за исполнение роли Эльзы в спектакле «Ветер с юга» Э. Грина
- Государственная премия РСФСР имени К. С. Станиславского (1972) — за исполнение роли Маланьи в спектакле «Примешь ли меня, земля карельская?» А. Н. Тимонена
- Орден Дружбы народов (1979)
- Орден «Знак Почёта» (1951)[2].
- Медаль «За доблестный труд в Великой Отечественной войне 1941—1945 гг.»
- Медали
- Почётный гражданин Петрозаводска (1973)[1]
- Почётный член Союза актёров Финляндии (1978).

## Роли в театре
- 1945 — «На сплавной станции» Т. Паккала — Майя
- 1951 — «Васса Железнова» М. Горького — Васса Борисовна Железнова
- 1955 — «Люди с „Дангора“» М. Андерсена-Нексё — фру Бон
- 1958 — «Мать своих детей» А. Н. Афиногенова — Екатерина Лагутина
- 1959 — «Сельские сапожники» А. Киви — Марта
- 1959 — «Бессмертные звёзды» Г. Гракова и А. А. Иванова — Анна Ивановна Лисицына
- 1960 — «Деревья умирают стоя» А. Касоны — Бабушка
- 1966 — «Мамаша Кураж и её дети» Б. Брехта — Мамаша Кураж
- «Егор Булычов и другие» М. Горького — Меланья
- «Лес» А. Н. Островского — Раиса Павловна Гурмыжская
- «Вишнёвый сад» А. П. Чехова — Любовь Андреевна Раневская
- «Ветер с юга» по Э. Грину — Эльза
- «Примешь ли меня, земля карельская?» А. Н. Тимонена — Маланья
- «Кража со взломом» М. Канта — Ловийса
- «Шестеро любимых» А. Н. Арбузова — Савишна
- «Гроза» А. Н. Островского — Феклуша
- «Так и будет» К. М. Симонова — тётя Даша
- «За тех, кто в море!» Б. А. Лаврёнева — Софья Петровна
- «За вторым фронтом» В. Н. Собко — Мари Клер
- «Обручение» А. Киви — Господская Ева
- «Женщины Нискавуори» Х. Вуолийоки — хозяйка Нискавуори
- «Беспокойная старость» Л. Н. Рахманова — Мария Львовна
- «Дом Бернарды Альбы» Ф. Гарсиа Лорки — Бернарда
- «Жаворонок» Ж. Ануя — Мать
- «Ревизор» Н. В. Гоголя — Анна Андреевна
- «На сплавной реке» Т. Паккалы — Майя